# 변옥주
변옥주(卞沃柱, 일본식 이름: 田中護(다나카 마모루), 1906년 6월 29일 ~ 1962년 2월 25일)는 일제강점기부터 활동한 법조인으로 대한민국의 대법관을 지냈다.

## 생애
전라남도 장흥군 출신이다. 일본에 유학하여 히로시마 고등학교와 교토 제국대학을 졸업하였다. 고등문관시험 사법과에 합격한 뒤 조선총독부 판사가 되었다.
일제 강점기 동안 청진지방법원 판사와 부산지방법원 통영지청 판사를 역임했다. 부산지법 통영지청 판사이던 1943년을 기준으로 정7위에 서위되어 있었다.
태평양 전쟁 종전 후에도 판사로 계속 재직하면서 전주지방법원 원장과 서울고등법원 원장을 지냈다. 제1공화국 말기인 1958년에 대법관으로 임명되었다가, 1960년 4·19 혁명 성공 직후 사표를 제출했다.
이후 변호사를 개업하여 활동하다가 1962년에 혼자 북한산을 등반하던 중 심근경색으로 쓰러져 사망했다. "모나지 않은 인간성"의 소유자라는 평이 남아 있다.
2008년 민족문제연구소가 발표한 친일인명사전 수록예정자 명단 사법 부문에 선정되었으며 2009년 친일반민족행위진상규명위원회가 발표한 친일반민족행위 705인 명단에도 포함되었다.

## 참고자료
- 변옥주(卞沃柱) - 국사편찬위원회